# Библиотека „Фантастика“
„Библиотека Фантастика“ е издателска поредица за научнофантастична литература на книгоиздателство „Отечество“, София.
Поредицата стартира през 1977 г. с издаването на „Гианея“ на Георгий Мартинов и завършва през 1990 г. с издаването на „Интервю-НЛО“ на Петя Димитрова и закриването на Издателство „Отечество“.
Поредицата е насочена към деца и юноши, а през годините в рамките ѝ излизат книги на Айзък Азимов, Клифърд Саймък, Робърт Шекли, Александър Беляев, Евгений Гуляковски, Майкъл Крайтън, Джон Уиндъм, Светослав Славчев и много други актуални за времето писатели фантасти.
Книгите от поредицата не са номерирани, но всяка от тях носи характерна емблема „Фантастика“ и е във формат А6. Поредицата е втората много популярна поредица за фантастична литература преди 1989 г. след поредицата „Библиотека Галактика“ на Издателство „Георги Бакалов“, гр. Варна.
Благодарение на Библиотека „Фантастика“ на български език са публикувани класически научнофантастични произведения като: „Щамът Андромеда“ (Майкъл Крайтън), „Обитаемият остров“ (Аркадий и Борис Стругацки); „Какавидите“ (Джон Уиндъм); „Ариел“ (Александър Беляев); „Соларис“ (Станислав Лем) и „Война на световете“ (Хърбърт Уелс).
В Библиотека „Фантастика“ дебютират български писатели фантасти, сред които: Агоп Мелконян, Любомир Николов – Нарви, Асен Милчев, Никола Кесаровски, Христо Пощаков и Велко Милоев.

## Издадени книги

### 1977
- 01 „Гианея“ – Георгий Мартинов. 1977. Изд. Отечество, София. Биб. Фантастика, №1. Научно-фантастичен роман. Превод: Мая Халачева [Гианея / Георги Мартынов (1965)]. Художник: Л. Рубинщайн. С ил. Печат: ДП Балкан, София. Формат: 7 0х100/32. Печ. коли: 28. Страници: 446 с. Цена: 0.87 лв. В българското издание са използвани илюстрациите от изданието на руски език.
- 02 „Сутрин след чая“ – Сергей Волф. 1977. Изд. Отечество, София. Биб. Фантастика, №2. Научно-фантастична повест. Превод: Гюлчин Чешмеджиева [Завтра утром за чаем / Сергей Вольф (1974)]. Художник: Светлана Йосифова. С ил. Печат: ---. Формат: 70х100/32. Печ. коли: 12. Страници: 192 с. Цена: 0.40 лв.
- 03 „Професор Корнелиус се намесва“ – Васил Райков. 1977. Изд. Отечество, София. Биб. Фантастика, №3. Научно-фантастични повести и новели. Художник: Стефан Марков. С ил. Печат: ---. Формат: 70х100/32. Печ. коли: 20. Страници: 192 с. Цена: ---. // Съдържание: Двубой (повест) – с.; Големите деца на живота (новела) – с.; Среща през времето (новела) – с.; Последното доказателство (новела) – с.; Професор Корнелиус се намесва (новела) – с.

### 1978
- 04 „Атомният човек“ – Любен Дилов. 1978. Изд. Отечество, София. Биб. Фантастика, №4. Научно-фантастичен роман. ІІІ изд. Редактор: Елена Коларова. Рецензент: Светослав Славчев. Художник: Стефан Марков. С ил. Печат: ---. Формат: 70х100/32. Печ. коли: 30. Тираж: 40 115 бр. Страници: 477 с. Цена: 0.92 лв. // Предговор: Няколко думи – за неколцина читатели (София, 1977) – Любен Дилов – с. 5 – 6. Послеслов: [Информация за Любен Дилов] – с. 476 – 478 // 1. изд 1955, препр. 1977.
- 05 „Светещата гибел“ – Петър Бобев. 1978. Изд. Отечество, София. Биб. Фантастика №5. Научно-фантастичен роман. Художник: Димитър Бакалов. С ил. Печат: ДП Балкан, София. Формат: 70х100/32. Печ. коли: ---. Тираж: 50 115 бр. Страници: 336 с. Цена: 0.72 лв.
- 06 „Война на световете“ – Хърбърт Уелс. 1978. Изд. Отечество, София. Биб. Фантастика, №6. ІІ изд. Научно-фантастичен роман. Превод: Сидер Флорин [The War of the Worlds / Herbert Wells (1898)]. Художник: Александър Денков. С ил. Формат: 70х100/32. Печ. коли: 16. Страници: 256 с. Цена: 0.51 лв. // Съдържа също: Библиографска справка за творчеството на Хърбърт Джордж Уелс – Сидер Флорин – с. 252 – 254. // Анот.: Класически НФ роман. Земята е нападната от рептилообразни марсианци. Нашествието им бива спряно от земните вируси, към които те са непригодни.
- 07 „Изгубеният свят“ – Артър Конан Дойл. 1978. Изд. Отечество, София. Биб. Фантастика, №7. Научно-фантастичен роман. ІІ изд. Превод: Александър Шурбанов [The Lost World / Arthur Conan Doyle (1912)]. Художник: ---. С ил. Печат: ДП Балкан, София. Формат: 84х108/32. Печ. коли: 12. Страници: 176 с. Цена: 0.58 лв. // Анот.: Класически научнофантастичен роман, поставящ началото на темата „изгубени светове“ в жанра.

### 1979
- 08 „Следа към Вега-Орион“ – Светослав Славчев. 1979. Изд. Отечество, София. Биб. Фантастика, №8. Научно-фантастичен разкази и повест. Редактор: Елена Коларова. Рецензент: Любен Дилов. Редактор: Елена Коларова. Художествен редактор: Светлана Йосифова. Технически редактор: Петър Балавесов. Коректор: Албена Николаева. Художник: Николай Русков. С ил. Формат: 70х100/32. Печ. коли: 15. Тираж: 45 115 бр. Печат: ДП Балкан, София. Страници: 238 с. Цена: 0.48 лв. // Съдържание: Последното изпитание (разказ) – с. 5; Двубой с Касандра (повест) – с. 18; Гласът, който те вика (разказ) – с. 77; Хроника от Сарагоса (повест) – с. 114; Жребият (разказ) – с. 228.
- 09 „Щамът „Андромеда““ – Майкъл Крайтън. 1979. Изд. Отечество, София. Биб. Фантастика, №9. Научно-фантастичен роман. Превод: Снежана Славова [The Andromeda Strain / Michael Crichton (1969)]. Печат: ДП Балкан, София. Формат: 70х100/32. Страници: 320 с. Цена: 0.68 лв. // Анот.: НФ трилър. На Земята пада сонда, проучвала близкото космическо пространство. Тя донася със себе си опасна зараза. Група учени, затворени в секретна лаборатория трябва да намерят път за спасение // Съществува и преиздание на романа с различна корица.
- 10 „Сенна хрема“ – Станислав Лем. 1979. Изд. Отечество, София. Биб. Фантастика, №10. Научно-фантастична повест. Превод: Магдалена Атанасова [Katar / Stanislaw Lem (1976)]. Художник: Димитър Бакалов. С ил. Печат: ДП Балкан, София. Формат: 70х100/32. Страници: 224 с. Цена: 1.40 лв.

### 1980
- 11 „Руфо червенокосия“ – Иван Мариновски. 1980. Изд. Отечество, София. Биб. Фантастика, №11. Роман. Художник: Илия Саръилиев. С ил. Печат: ДП Балкан, София. Формат: 70х100/32. Печ. коли: 22. Страници: 350 с.
- 12 „Звездните приключения на Нуми и Ники“ – Любен Дилов. 1980. Изд. Отечество, София. Биб. Фантастика, №12. Фантастичен роман за деца. Рецензенти: Емил Манов, Васил Райков. Редактор: Елена Коларова. Художествен редактор: Светлана Йосифова. Технически редактор: Петър Балавесов. Коректор: Мина Дончева. Художник: Стефан Марков. С ил. Печат: ДП Балкан, София. Формат: 70х100/16. Печ. коли: 9. Страници: 142. Цена: 0.64 лв. // Анот.: Весело-иронично дет-юнош. произведение. Пионер от настоящето случайно попада на борда на извънземен „крушообразен“ жив кораб.
- 13 „Омайко и Умейко в чудни премеждия и патила на 11 планети и на още няколко места. Роман-приказка за малки и големи“ – Тошо Лижев. 1980. Изд. Отечество, София. Биб. Фантастика, №13. Роман-приказка. Рецензент: Румяна Узунова. Редактор: Станимира Тенева. Външен редактор: Весела Люцканова. Художествен редактор: Светлана Йосифова. Технически редактор: Петър Балавесов. Коректор: Антоанета Петрова. Художник: Иван Газдов. С ил. Печат: ДП Балкан, София. Формат: 70х100/32. Печ. коли: 18.50. Тираж: 30 115 бр. Страници: 296 с. Цена: 0.67 лв. // Съдържание: Натам (първа част): В плен на Мъглян Алабян, или за ползата от самохвалството – с.; Дупка в небето – с.; Добрият старец Плям и неговата най-голяма лъжа – с.; В страната на темерутите нашите герои намират изгубения смях – с.; Тайнствени и явни изчезвания – с.; Как лакомото чудовище Ам погълна шестата планета – с.; Трики-трак – с.; Светът е пълен с изненади – с.; От какво не може да се избяга – с.; История, която – за съжаление – също сваршва с поука – с.; Тримата дебели мързеливци, саможивецът и краят на света – с.; Там (втора част): Или как пътешествениците не можаха да дочакат времето на лошия сън – с.; Насам (трета част): Отново при тримата дебели мързеливци – с.; Как завистниците разбраха грешката си – с.; Промени и на Шушумушу – с.; За постоянството и за прекаленото упорство – с.; Изненадите на Тралалалечкин, или спасяване на природата – с.; Безкрайно отблагодаряване – с.; Мък-Примък и други стари познати в нови роли – с.; Най-полезният смях на света – с.; Колибата, спомените, приятелството и много-много палачинки – с.; Цветовете на мъдростта – с.; Тайната на великия детектив – с.; Вместо послеслов, или край на пътешествието – с. // Анот.: Забавна книга за фантастичните пътешествия на две хлапета из различни „планети“, като – Яждоскъсване, Шушумушу, Темерутия, Мъдроглавия… // Дет.-юнош. нф.
- 14 „Соларис“ – Станислав Лем. 1980. Изд. Отечество, София. Биб. Фантастика, №14. Научно-фантастичен роман. ІІ изд. Превод: Андреана Радева [Solaris – Stanislaw Lem (1963)]. Художник: Венелин Вълканов. С ил. Печатница: ДП Балкан, София. Формат: 70х100/32. Печ. коли: 16,50. Страници: 264 с. Цена: 0.90 лв. // Същата година е направено преиздание с различна корица. // Анот.: Група учени изучават планетата Соларис на която съществува разумен океан. Неземният разум възкресява любимите мъртви хора на героите. Но между хората и това същество не може да се осъществи контакт. Романът е екранизиран два пъти – от Андрей Тарковски и Стивън Содърбърг.
- 15 „Спомен за света“ – Агоп Мелконян. 1980. Изд. Отечество, София. Биб. Фантастика, №15. Фантастични разкази и новели. Рецензенти: Любен Дилов, Васил Райков. Редактор: Елена Коларова. Коректор: Елена Пеловска. Художник: Красимира Димчевска. С ил. Формат: 70х100/32. Печ. коли: 16. Тираж: 45 115 бр. Страници: 256 с. Цена: 0.65 лв. // Съдържание: Предговор: Думи на изпроводяк – Любен Дилов – с. 5 – 7; Платинената пантофка – с. 8; Легенди за пазара в Ел Масоа – с. 27; Най-дългия смях – с. 35; Разговор с никого – с. 44; Плач след болка – с. 78; Ад – с. 85; Завръщането – с. 97; Мортилия – с. 107; Йозеф, който донесе перпендикулярното време – с. 136; Дните на охлюва – с. 148; Спомен за света – с. 177. (Изданието съдържа също справка за излезлите в поредица Библиотека „Фантастика“ книги.)

### 1981
- 16 „Къртицата“ – Любомир Николов – Нарви. 1981. Изд. Отечество, София. Биб. Фантастика, №16. Научно-фантастичен роман. Художник: Иван Газдов. С ил. Печат: ДП Балкан, София. Формат: 70х100/32. Печ. коли: ---. Тираж: 30 115 бр. Страници: 272 с. Цена: 0.73 лв. // Предговор: Агоп Мелконян – с.? – ?. // Анот.: Антиутопичен роман за свят от далечното бъдеще в който статуса на хората се определя чрез генно инженерство.
- 17 „Енерган 22. Роман за едно фантастично приключение“ – Хаим Оливер. 1981. Изд. Отечество, София. Биб. Фантастика, №17. Научно-фантастичен роман. Рецензенти: Светослав Славчев, Васил Райков. Редактор: Елена Коларова. Художник: Никола Тодоров. С ил. Печат: ДП Балкан, София. Формат: 70х100/32. Печ. коли: 26. Тираж: 55 115 бр. Страници: 416 с. Цена: 1.09 лв.
- 18 „Момиченцето от Земята“ – Кир Буличов. 1981. Изд. Отечество, София. Биб. Фантастика, №18. Фантастични разкази и повести. Превод: от рус. Мая Халачева [Девочка, с которой ничего не случится (1965), Путешествие Алисы (1971); День рождения Алисы (1971) / Кир Булычев]. Художник: Петър Терзиев. С ил. Печат: ДП Балкан, София. Формат: 70х100/32. Печ. коли: 26. Страници: 406 с. Цена: 1.03 лв. // Съдържание: Момиченцето на което нищо не може да се случи (свързани разкази): 01. Вместо предговор – с; 02. Избирам номер – с; 03. Бронти – с; 04. Тутексите – с; 05. Срамежливият шуши – с; 06. За едно привидение – с; 07. Изчезналите гости – с; 08. Свой човек в миналото – с; Пътешествието на Алиса (повест) – с; Рожденият ден на Алиса (повест) – с;
- 19 „Обитаемият остров“ – Аркадий и Борис Стругацки. 1981. Изд. Отечество, София. Биб. Фантастика №19. Научно-фантастична повест. Превод: от рус. Георги Георгиев [Обитаемый остров / Аркадий Стругацкий, Борис Стругацкий (1971)]. Художник: Стоян Стоянов. С ил. Печат: ДП Балкан, София. Формат: 70х100/32. Печ. коли: ---. Страници: 416 с. Цена: 1.08 лв. // Бел.: Преводачът е известен и като Георги Арнаудов.
- 20 „Това се случи на 35 май“ – Ерих Кестнер. 1981. Изд. Отечество, София. Биб. Фантастика, №20. Фантастична повест. ІІ изд. Превод: от нем. Владимир Мусаков [Der 35 Mai oder Konrad reitet in die Sudsee / Erich Kastner; прев. по Gesammelte Schriften]. С ил. Печат: ДП Балкан, София. Формат: 70х100/32. Печ. коли: ??. Страници: 112 с. Цена: 0.29 лв. // Оригиналното название на повестта е „35 май или Конрад пътува към Южните морета“.

### 1982
- 21 „Пурпурната цефеида“ – Ана Величкова. 1982. Изд. Отечество, София. Биб. Фантастика, №21. Фантастични разкази и повести за деца и юноши. Рецензенти: Васил Райков, Агоп Мелконян. Редактор: Асен Милчев. Художествен редактор: Борис Бранков. Технически редактор: Петър Балавесов. Коректор: Мая Халачева. Художник: Красимира Димчевска. С ил. Печат: ДП Балкан, София. Формат: 70х100/32. Печ. коли: 10.50. Тираж: 35 115 бр. Офс. изд. Страници: 168 с. Цена: 0.46 лв. // Съдържание: Имало някога остров Нилса (разказ) – с. 6; Старецът (разказ) – с. 18; Песента на Ледездра (разказ) – с. 28; Пурпурнота Цефеида (повест) – с. 36.
- 22 „До Райската планета и назад“ – Любен Дилов. 1982. Изд. Отечество, София. Биб. Фантастика, №22. Фантастичен роман за деца; Печат: ДП Балкан, София. Формат: 70х100/32. Страници: 126 с.
- 23 „Резерватът на таласъмите“ – Клифърд Саймък. 1982. Изд. Отечество, София. Биб. Фантастика, №23. Фантастичен роман. Превод: Живка Рудинска [The Goblin Reservation / Clifford D. Simak (1968)]. Художник: Красимира Димчевска. С ил. Печат: ДП Балкан, София. Формат: 70х100/32. Печ. коли: 15. Страници: 240 с. Цена: 0.66 лв. // Послеслов: Романът с най-веселото настроение, което Саймък някога ни е давал… – Живка Рудинска – с. 238 – 240. // Бел.: Романът е преиздаден през 1985 с различна корица.
- 24 „Какавидите“ – Джон Уиндъм. 1982. Изд. Отечество, София. Биб. Фантастика, №24. Научно-фантастичен роман. Превод: Огняна Иванова [The Chrysalids / John Wyndham (1955); преводът е направен по изданието от 1978]. Художник: Ясен Василев. С ил. Печат: ДП Балкан, София. Формат: 70х100/32. Печ. коли: 17,50. Страници: 280 с. Цена: 0.76 лв. // Послеслов: С мисъл за пеперудите – Огняна Иванова [отбелязана като О. И.] – с. 276 – 278. (В книгата е отбелязано ІІ изд. Възможно да е печатна грешка).

### 1983
- 25 „Петият закон“ – Никола Кесаровски. 1983. Изд. Отечество, София. Биб. Фантастика, №25. Фантастични разкази и новели. Рецензенти: Любен Дилов, Агоп Мелконян. Редактор: Елена Коларова. Художествен редактор: Борис Бранков. Технически редактор: Петър Балавесов. Коректор: Асен Баръмов. Художник: Христо Брайков. С ил. Формат: 70х100/32. Печ. коли: 11. Печат: ДП Димитър Найденов, В. Търново. Тираж: 40 115 бр. Страници: 178 с. Цена: 0.53 лв. // Съдържание: Предговор: В началото на пътя – Агоп Мелконян – с. 5 – 6. Алена капка кръв – с. 7.; Абсолютната хармония – с. 27; Петият закон (повест) – с. ?67.
- 26 „Унгарски фантастични разкази“ – сборник. 1983. Изд. Отечество, София. Биб. Фантастика, №26. Сборник разкази [Антология]. Съставител: Петер Куцка и Георги Крумов. Превод: Живко Ангелов, Христо Боевски, Ирен Сокерова, Дора Солакова [Източниците не са указани]. Художник: Петър Терзиев. С ил. Печат: ДП Балкан, София. Формат: 70х100/32. Печ. коли: 18. Страници: 288 с. Цена: 0.75 лв. // Съдържание: Предговор: Унгарската научна фантастика – Петер Куцка – с. 5 – 16. Тайнственият козел – Дежьо Кемени / пр. Христо Боевски – с. 17; Невидимото оръжие – Дежьо Кемени / пр. Христо Боевски – с. 56; Опитът „Аргус-1“ – Золтан Чернай / пр. Дора Солакова – с. 107; Присаждане на мозък – Йожеф Черна / пр. Ирена Сокерова – с. 120; Ракети, звезди, рецепти – Лайош Мещерхази / пр. Христо Боевски – с. 173; Отново и отново – Калман Папай / пр. Дора Солакова – с. 201; Четири халби бира – Миклош Ронасеги / пр. Живко Ангелов – с. 235; Черни и бели дупки – Петер Сабо Сентмихай / пр. Живко Ангелов – с. 253; Свиване на времето – Петер Сабо Сентмихай / пр. Живко Ангелов – с. 275. // (Вътре в книгата над името на разказите не са отбелязани авторите; отбелязани са само в съдържанието.)
- 27 „Стоманените пещери“— Айзък Азимов. 1983. Изд. Отечество, София. Биб. Фантастика, №27. Научно-фантастичен роман. Превод: Огняна Иванова [The Caves of Steel / Isaak Asimov (1954)]. Художник: Петър Брайков. С ил. Печат: ДП Балкан, София. Формат: 70х100/32. Печ. коли: 19,50. Страници: 312 с. Цена: 0.83 лв. // Предговор: Първородството на фантастиката – Огняна Иванова – с. 5 – 8.
- 28 „Потъването на Япония“ – Сакьо Кумацо. 1983. Изд. Отечество, София. Биб. Фантастика, №28. Научно-фантастичен роман. Превод: от япон. със съкращения Елза Димитрова [Nippon Chinbotsu / Sakyo Komatsu (1973)]. С ил. Печат: ДП Балкан, София. Формат: 70х100/32. Печ. коли: ??. Страници: 463 с. Цена: 1.45 лв. // Предговор: Силвия-Попова Милева. // Анот: Катастрофическа НФ. Най-известният роман на Комацу, рисуващ реалистично и подробно гибелта на Япония в резултата на геологически катаклизъми – серия от земетресения и изригвания на вулкани предизвикват потъването на японския архипелаг на дъното на океана. Книгата е успешно екранизирана.
- 29 „Безсилието на всемогъщите“ – Хайнер Ранк. 1983. Изд. Отечество, София. Биб. Фантастика №29. Роман утопия. Превод: от нем. Нася Кралевска [Die Ohnmacht der allmachtigen / Hainer Rank]. С ил. Печат: ДП Балкан, София. Формат: 70х100/32. Страници: 384 с. Цена: 0.99 лв. // Предговор: – Асен Милчев. (Съдържа също: Речник на по специфичните термини)
- 30 „Летящата машина на професор Бистроум“ – Чедо Вукович. 1983. Изд. Отечество, София. Биб. Фантастика №30. Научнофантастичен роман. Превод: от сърбохърватски Лиляна Райнова [Letelica profesora Bistrouma / Čedo Vuković]. С ил. Печат: ДП Балкан, София. Формат: 70х100/32. Страници: 103 с.
- 31 „Ариел“ – Александър Беляев. 1983. Изд. Отечество, София. Биб. Фантастика №31. Научно-фантастичен роман. [Ариэль / Александр Беляев (1941)]. С ил. Печат: ДП Балкан, София. Формат: 70х100/32. Анот.: Последният (и според много изследователи най-хубав) роман на Беляев. Младата героиня в разказа получава свръхестествената способността да лети само с усилието на мисълта си.

### 1984
- 32 „Улеят на времето“ – Асен Милчев. 1984. Изд. Отечество, София. Биб. Фантастика, №32. Научно-фантастичен роман. Художник: Николай Тодоров. С ил. Печат: ДП Балкан, София. Формат: 70х100/32. Печ. коли: 15. Страници: 238 с. Тираж: 45 115 бр. Цена: 0.63 лв. Съдържание: Предговор: Предговор – Васил Райков – с. 5 – 7; Глава първа: Човекът не е нито толкова щастлив, нито толкова нещастен, колкото си мисли – с. 9; Глава втора: И сърцето има своите бури – с. 55; Глава трета: Ужасът на една внезапна трагедия – с. 138; Глава четвърта: За да не се загуби страданието – с. 187; Глава пета: Сянката на годините е несигурно убежище за спомена – с. 204. //Анот.: Планетарен романс, обединяващ типични за НФ теми като „космически полети“, експерименти с вируси и психологически изследвания с любовна история.
- 33 „Домът на скитащите“ – Александър Мирер. 1984. Изд. Отечество, София. Биб. Фантастика, №33. Фантастична повест. Превод: Мая Халачева [Дом скитальцев – А. И. Мирер (1976)]. Редактор: Асен Милчев. Художник: Венелин Вълканов. С ил. Печат: ДП Балкан, София. Формат: 70х100/32. Печ. коли: 37. Страници: 592 с. Цена: 1.75 лв. // Анот.: Дет.-юнош. НФ. В първата част на повестта е описано (сериозно и подробно) нашествие на агресивни извънземни, похитители на тела. Нашествието бива провалено при сблъсъка на извънземните с младежи от провинциално руско градче. Втората част на повестта представя приключенията на младите земни „агенти“ на планетата на пришълците.

### 1985
- 34 „Тотемът на поетите“ – Иван Мариновски. 1985. Изд. Отечество, София. Биб. Фантастика, №34. Фантастични разкази. Художник: Стоян Стоянов. С ил. Печат: ДП Д. Найденов, В. Търново. Формат: 70х100/32. Печ. коли: 11. Тираж: 30 115 бр. Страници: 176 с. Цена: 0.48 лв. // Съдържание: Внимание – първа степен – с. 5; Там, на колоната – с. 21; Под прицел – с. 29; Само да избягаме – с. 50; Грешката на Дзета – с. 63; Писмо от левия край на масата – с. 75; Благославям тази болест – с. 87; Шестата фонограма – с. 100; На това се надявам – с. 114; Митология ли? – с. 138; Еднодневки от Верона – с. 149; Тотемът на поетите – с. 164; Послеслов: (без. назв.) – Асен Милчев – с. 172 – 173.
- 35 „Новозавладените звезди“ – Джеймс Блиш. 1985. Изд. Отечество, София. Биб. Фантастика, №35. Научно-фантастичен роман. Превод: Невена Златарева-Чичкова [The Seedling Stars / James Blish (1957, 1959, 1964)]. Художник: Татяна Станкулова. С ил. Формат: 70х100/32. Печат: ДП Балкан, София. Печ. коли: 17.50. Страници: 280 с. Цена: 0.76 лв. Съдържание: Книга първа: Програма на поселване – с. 5; Книга втора: Намереното на горния свят – с. 95; Книга трета: Повърхностно напрежение – с. 151; Книга четвърта: Вододел – с. 274; Послеслов: Един учен – с грижа за човечеството – Невена Златарева-Чичкова – с. 274 – 279.
- 36 „Летец за особени поръчения“ – Владислав Крапивин. 1985. Изд. Отечество, София. Биб. Фантастика, №36. Фантастични повести за юноши. Превод: Георги Георгиев [Летчик для особых поручений (1975); Летящие сказки (1978); В ночь большого прилива (1979) / Владислав Крапивин]. Редактор: Асен Милчев. Художник: Виктор Паунов. С ил. Печат: ДП Димитър Найденов, В. Търново. Формат: 70х100/32. Печ. коли: 23.50. Страници: 376 с. Цена: 0.96 лв. // Съдържание: Летец за Особени Поръчения – с. 5; Далечните тръбачи – с. 142; Нощта на големия прилив – с. 173; Вечният бисер – с. 266. Кратък речник на морските термини – с. 370. Послеслов: От преводача – Георги Георгиев – с. 372 – 375.

### 1986
- 37 „Червей под есенен вятър“ – Любомир Николов. 1986. Изд. Отечество, София. Биб. Фантастика, №37. Научно-фантастична повест. Художник: Стоян Стоянов. С ил. Печат: ДП Балкан, София. Формат: 70х100/32. Печ. коли: 12. Страници: 192 с. Тираж: 62 117 бр. Цена: 0.65 лв. // Послеслов: Отговорността на твореца – Асен Милчев – с. 185 – 188. // Книгата е носител на наградата „Еврокон“ за 1987 г.
- 38 „Да разплачеш плачуща върба“ – Любомир Пеевски. 1986. Изд. Отечество, София. Биб. Фантастика, №38. Фантастични новели. Художник: Венелин Вълканов. С ил. Печат: ДП Балкан, София. Формат: 70х100/32. Печ. коли: 17. Тираж: 60 117 бр. Страници: 240 с. Цена: 0.86 лв. // Съдържание: Предговор: Халюууман, ловци на бъдеще! – Георги Марковски – с. 5 – 12. Там, на брега на езерото – с. 13; Умолявам ви да запазите спокойствие! – с. 41; Способността да се учудваме – с. 69; Не пропускай удобния случай, защото е краткотраен – с. 149; Да разплачеш плачуща върба – с. 191.
- 39 „Загадката на остров Тьокланд“ – Хоан Мануел Хисберт. 1986. Изд. Отечество, София. Биб. Фантастика, №39. Роман. Превод: от испански Лъчезар Мишев [El Ministerio de la Isla de Tolkand / Joan Manuel Gisbert (1981)]. Художник: Иван Подеков. С ил. Печат: ДП Балкан, София. Формат: 70х100/32. Печ. коли: 9.45. Страници: 198 с. Цена: 0.56 лв. // Послеслов: Бележка [за автора] – с. 197. // Романът е носител на наградата „Ласарильо“ за 1980 г. // Хоан Мануел Хисберт [Joan Manuel GISBERT] (?-) Испански писател и сценарист, театрален актьор. Дебютирал с „Фантастични сценарии“ (1979).
- 40 „Сезонът на мъглите“ – Евгений Гуляковски. 1986. Изд. Отечество, София. Биб. Фантастика, №40. Роман. Превод: Елена Матева [Сезон туманов / Евгений Гуляковский (1980; 1982)]. Художник: Васил Миовски. Печат: ДП Димитър Найденов, В. Търново. Формат: 70х100/32. Печ. коли: 23.50. Тираж: 92 117 бр. Страници: 376 с. Цена: 0.99 лв. // Предговор: Фантастичният свят на Евгений Гуляковски – Васил Райков – с. 5 – 7.
- 41 „Английски фантастични разкази“ – сборник. 1986. Изд. Отечество, София. Биб. Фантастика, №41. Научно-фантастична антология. Съставител: Борис Миндов. Превод: Борис Миндов [Tales of The Unexpected / H. G. Wells (???); The Penguin Science Fiction Omnibus / ed. Brian Aldiss (1975); The Best of New Worlds / ed. Michael Moorcock (1965); Pulsar 1 / ed. George Hay (1978); Best Science Fiction / ed. Edmund Crispin (1966); Tomorrows Gift / Edmund Cooper (1958)]. Художник: Венцеслав Веселинов. С ил. Печат: ДП Г. Димитров, София. Формат: 70х100/32. Печ. коли: 23. Страници: 368 с. Цена: 0.94 лв. // Съдържание: Предговор: Пътят на английската фантастика – Борис Миндов – с. 5. Откраднатото тяло – Хърбърт Уелс / – с. 21; Глупавата марсианка – Джон Уиндъм – с. 46; Небесните отвори – Джон Брънър – с. 88; Оръжие – Джон Кристофър – с. 109; Жива картина – Джеймс Уайт – с. 118; Отвън – Брайн Олдис – с. 158; Обитателят на времето – Майкъл Муркок – с. 174; Златният век – Джеймс Болард – с. 202; Въпрос на време – Едмън Купър – с. 228; Малък свят – Бор Шоу – с. 274; Почакаймалковците – Ерик Франк Ръсел – с 296.

### 1987
- 42 „Орбитата на Сизиф“ – Петър Кърджилов. 1987. Изд. Отечество, София. Биб. Фантастика, №42. [Сборник] Научно-фантастични разкази и новели. Художник: Калин Николов. С ил. Печат: ДП Балкан, София. Формат: 70х100/32. Печ. коли: 17.50. Тираж: 50 117 бр. Страници: 280 с. Цена: 1.78 лв. // Съдържание: Предговор: Лек път – Агоп Мелконян – с. 5 – 7. Къщата на залеза – с. 9; Човекът, който искаше да играе Хамлет – с. 52; Зрима доброта – с. 76; Всеки има свой свят – с. 84; Основание за смърт – с. 107; За пребиваването между великите богове – с. 146; Детски длани – с. 157; Вградената сянка на обичта – с. 172; Орбитата на Сизиф – с. 204; На пътя за Итака – с. 216; Великият инквизитор – с. 227 // Сборникът е награден за дебют по време на Седмицата на детската книга и изкуствата за деца през 1987 г.
- 43 „Дългият изгрев на Ена“ – Евгений Гуляковски. 1987. Изд. Отечество, София. Биб. Фантастика, №43. Научно-фантастичен роман. Превод: Елена Матева [Долгий восход на Энне – Евгений Гуляковскиий (1985)]. Художник: Борис Бранков. С ил. Печат: ДП Димитър Найденов, В. Търново. Формат: 70х100/32. Печ. коли: 24.5. Страници: 392 с. Цена: 2.04 лв. // Предговор: Бележка за автора – [от редакцията] – с. 5 – 6.
- 44 „Милион и един ден ваканция“ – Евгений Велтистов. 1987. Изд. Отечество, София. Биб. Фантастика, №44. Приказни повести. Превод от рус.: Русалина Попова [Миллион и один день каникул (1979), Гум-гам (1982) / Евгений Велтистов]. Художник: Олга Паскалева. С ил. Печат: ДП Д. Найденов, В. Търново. Формат: 70х100/32. Печ. коли: 17. Страници: 272 с. Цена: 1.67 лв. // Съдържание: Предговор: В космоса това може и да се случи – В. Севастиянов [летец-космонавт на СССР, два пъти Герой на Съветския съюз] – с. 5 – 8; Милион и един ден ваканция – с. 13; Гум-гам – с. 107.
- 45 „Зеленият вампир“ – Петър Бобев. 1987. Изд. Отечество, София. Биб. Фантастика, №45. Научно-фантастичен роман. Художник: Димитър Бакалов. С ил. Формат: 70х100/32. Печ. коли: 12. Тираж: 60 117 бр. Страници: 176 с. Цена: 0.47 лв. // Послеслов: Земната фантастика на Петър Бобев – Елена Коларова – с. 171 – 174.
- 46 „Немски фантастични разкази“ – сборник. 1987. Изд. Отечество, София. Биб. Фантастика, №46. Антология. Съставители: Любен Дилов и Ерик Симон. Превод: Емануел Икономов [Vom Himmel hoch – Gerhard Branstner (1974); Der Haltepunkt, In: Begegnung im Licht – Rolf Krohn (1976); Die glaserne Stadt – Klaus Mockel (1976); Unter schwarzer Sonne, In: Windschiefe Geraden – Angela und Karlheinz Steinmuller (1980); Wer stiehlt schon Unterschenkel? – Gert Prokop (1984); Glas?, In: Das Gastgeschenk der Transsolaren – Alfred Leman, Hans Taubert (1977); Fa und Cre, In: Lichtjahar 2 – Johanna Braun, Gunter Braun (1973); Der Bahnbrecher, In: Fremde Sterne – Erik Simon (1979)]. Редактор: Велко Милоев. Художник: Евгени Томов. С ил. Печат: ДП Димитър Найденов, В. Търново. Формат: 70х100/32. Печ. коли: 19. Страници: 304 с. Цена: 1.91 лв. // Съдържание: Предговор: Нашият свят? Светът, в който живеем, бихме искали да живеем или в който ще трябва да живеем?… – Людмила Стоянова – с. 5 – 16; От небето нагоре – Герхард Бранстнер – с. 17; Спирка на влака – Ролф Крон – с. 75; Стъкленият град – Клаус Мьокел – с. 95; Под Черното слънце – Анжела и Карлхайнц Щайнмюлер – с. 159; Кой краде крака? – Герт Прокоп – с. 191; Стъкло? – Алфред Леман и Ханс Тауберт – с. 232; Фа и Тво – Йохан и Гюнтер Браун – с. 277; Първопроходецът – Ерик Симон – с. 286. // Съдържа също: Фантастична литература, издадена от издателство Отечество – с. 300 – 303. // Представителна антология на германската НФ (ГДР).
- 47 „Луните на Юпитер“ – Айзък Азимов. 1987. Изд. Отечество, София. Биб. Фантастика, №47. Роман. Превод: Григор Попхристов [The Moons of Jupiter – Isaac Asimov (1957)]. Художник: Никифор Русков. Печат: ДП Балкан, София. Формат: 70х100/32. Печ. коли: 12. Страници: 192 с. Цена: 1.24 лв. // Предговор: Щедростта на таланта – Асен Милчев – с. 5 – 9; Азимов за научната фантастика, Айзък Азимов – с. 9 – 12. // Съдържа също: За любителите на фантастиката [справка за издадените в библиотеката книги до 1987 г.] – с. 188 – 191.
- 48 „Градът и звездите“ – Артър Кларк. 1987. Изд. Отечество, София. Биб. Фантастика №48. Научнофантастичен роман. Превод: Любомир Николов [The City And The Stars, by Arthur C. CLARKE (1956)]. Художник: Роберто Андреев. С ил. Печат: ДП Балкан, София. Формат: 32/84х108. Печ. коли: 15. Страници: 240 с. Цена: 2.14 лв. // Предговор: Кларк – космическият и земният – Любомир Николов – с. 5 – 8.

### 1988
- 49 „Трак“ – Венелин Вълканов. 1988. Изд. Отечество, София. Биб. Фантастика №49. Повест. Художник: Венелин Вълканов. С ил. Печат: ДП Балкан, София. Формат: 70х100/32. Печ. коли: --. Страници: 102 с. Цена: ----. // Детско-юношеската серия „Трак“, посветена на приключенията на пришълец от планетата Анидарг, земен професор и няколко животни.
- 50 „Нанокомпютър за вашето дете“ – Велко Милоев. 1988. Изд. Отечество, София. Биб. Фантастика, №50. Фантастични разкази. Художник: Евгени Томов. С ил. Печат: ДП Георги Димитров, София. Формат: 70х100/32. Печ. коли: 11. Тираж: 50 117 бр. Страници: 176 с. Цена: 1.20 лв. // Съдържание: Предговор: [Без название] – Васил Райков – с. 5 – 8; Нанокомпютър за вашето дете – с. 9; Топло… студено – с. 24; Вятър работа – с. 41; На прага – с. 50; Телефон за самотници – с. 61; Бягство – с. 67; Тополата – с. 82; Цветът на времето – с. 97; Черно-белият Петър – с. 106; Последното стихотворение – с. 112; Докъдето се вижда – с. 135; Всичко, което наричаме небе – с. 154. // Съдържа също: Фантастична литература, издадена от издателство Отечество – с. 172 – 175.
- 51 „Шпага с рубини“ – Светослав Славчев. 1988. Изд. Отечество, София. Биб. Фантастика, №51. Научнофантастични повести. Художник: Петър Станимиров. С ил. Рецензент: Васил Райков. Редактор: Асен Милчев. Художествен редактор: Борис Бранков. Технически редактор: Спас Спасов. Коректор: Мая Халачева. Печат: ДП Балкан, София. Формат: 70х100/32. Печ. коли: 15. Тираж: 70 117 бр. Страници: 224 с. Цена: 1.62 лв. // Съдържание: Шпага с рубини – с. 5; Няма път за „Херкулан“ – с. 137; Послеслов: Послеслов – Васил Райков – с. 215 – 218.
- 52 „Колесницата на времето“ – Юрий Медведев. 1989. Изд. Отечество, София. Биб. Фантастика, №52. Научнофантастични повести. Превод: Елена Коларова [Колесница времени /Юрий Мехайлович Медведев (1983)]. Художник: Васил Миовски. С ил. Печат: ---. Формат: 70х100/32. Печ. коли: 19.50. Страници: 312 с. Цена: 2.21 лв. // Съдържание: Предговор: Там русский дух… там русью пантет! – Димитър Пеев – с. 5 – 7; Чашата на търпението (фантастична повест памфлет; Сицилия-Москва, 1977 – 1982) – с. 9; Накъде бързаш, мравке? (научнофантастична повест) – с. 191; На младоженката (съвременна приказка) – с. 270.
- 53 „Складът на световете. Американски фантастични разкази“ – сборник. 1988. Изд. Отечество, София. Биб. Фантастика, №53. Съставител: Огняна Иванова. Превод: Огняна Иванова [Преводът е направен по: The Penguin Science Fiction Omnibus (1973); The Golden Aplples of the Sun (1970); Short Science Fiction Tales (1963); Tiger by Tail / David MacKay (1951); The Worlds of Clifford Simak (1953)]. Художник: Венелин Вълканов. С ил. Печат: ---. Формат: 70х100/32. Страници: 432 с. Цена: 2.82 лв. // Съдържание: Предговор: Въведение – Айзък Азимов (из предговорът към „Петдесет научнофантастични разказа“, изд. „Колиър-Макмилън“, Ню Йорк, 1962) – с. 5 – 8; Дупката на ключалката – Мъри Лейнстър – с. 9; Плацдармът – Клифърд Саймък – с. 35; Схватката – Клифърд Саймък – с. 66; Оръжието – Фредерик Браун – с. 94; И си построил крива къща – Робърт Хайнлайн – с. 99; Третото равнище – Джак Фини – с. 131; Великият съдия – Алфред Ван Вогт – с. 138; Стената около света – Тиодор Когсуел – с. 146; Бродерията – Рей Бредбъри – с. 186; Сирената – Рей Бредбъри – с. 192; Дългата нощ [т.е. Падането на нощта] – Айзък Азимов – с. 205; Разказвачът на вицове – Айзък Азимов – с. 250; Общоприетото време – Джеймс Блиш – с. 271; Трудна задача – Гордън Диксън – с. 304; Специалитетът на златотърсача – Робърт Шекли – с. 320; Складът на световете – Робърт Шекли – с. 355; Да хванеш тигър за опашката – Алън Нурс – с. 367; През светлата страна – Алън Нурс – с. 379; Докато дойдат – Лари Нивън – с. 413; Послеслов: Няколко думи за сборника и авторите – О. И. Огняна Иванова – с. 426 – 430.

### 1989
- 54 „Хокерно погребение“ – Иван Серафимов. 1989. Изд. Отечество, София. Биб. Фантастика №54. Сборник. Фантастични етюди. Художник: Светлана Йосифова. С ил. Печат: ДП Георги Димитров, София. Формат: 70х100/32. Печ. коли: 13.5. Тираж: 50 117 бр. Страници: 214 с. Цена: 1.45 лв. Съдържание: Предговор: Животът, това безкрайно умножение – Георги Марковски – с. 5 – 8. Безкрайното умножение – с. 9; Предупреждението – с.19; Бране на слънчогледи – с. 28; С разперени ръце – с. 38; Грозното патенце – с. 51; Професия – уподобител – с. 62; Прошепнеш ли имена на цвета – с. 69; Момичето с нежния белег – с. 77; Приказка за Снежната царица – с. 87; Хокерно погребение – с. 100; Милиони години напред – с. 115; Вратичка за котенца – с. 115; Дейсис – с. 136; Опитомяване – с. 168.
- 55 „Звездният звяр“ – Робърт Хайнлайн. 1989. Изд. Отечество, София. Биб. Фантастика №55. Научнофантастичен роман. Превод: Огняна Иванова [Star Beast / Robert A. Heinlein (1954)]. Художник: Борис Бранков. С ил. Печат: Георги Димитров, София. Формат: 70х100/32. Печ. коли: 20.5. Страници: 328 с. Цена: 2.21 лв. // Послеслов: За автора и книгата – Огняна Иванова – с. 321 – 323.
- 56 „Гибелта на Аякс. Над всичко“ – Павел Вежинов. 1989. Изд. Отечество, София. Биб. Фантастика, №56. Научнофантастичен роман; Фантастична повест / ІІ изд. Художник: Александър Алексов. С ил. Печат: ДП Георги Димитров, София. Формат: 70х100/32. Печ. коли: 20.5. Страници: 328 с. Цена: 2.22 лв. // Съдържание: Предговор: Предговор – Васил Райков – с. 5 – 7; Гибелта на Аякс – с. 9; Над всичко – с. 245.
- 57 „Невероятната Марта“ – Величка Настрадинова. 1989. Изд. Отечество, София. Биб. Фантастика, №57. Сборник разкази. Художник: Красимира Димчевска. С ил. Формат: 32/70/100. Тираж: 60 117 бр. // Съдържание: Подаръци и благодарности – с.; Междупланетните войни – с.; Срам за Троянци прославени – с.; Бялата бездна – с.; Романс за Леонардо – с.; Песничка от славянски автор – с.; Благонравните – с.; Заклинание – с.; Момиче от сняг – с.; Послеслов: Невероятна във времето, земна в пространството – Любомир Пеевски – с.

### 1990
- 58 „Космосът да ти е на помощ, Александър“ – Иван Мариновски. 1990. Изд. Отечество, София. Биб. Фантастика №59. Научнофантастичен роман. Художник: Петър Станимиров. С ил. Печат: ДП Георги Димитров, София. Формат: 32/70/100. Печ. коли: 19.50. Тираж: 57 067 бр. Цена: 2.65 лв. // Предговор: Ярко фантастично приключение – Огнян Сапарев – с. 5 – 9.
- 59 „Планетата на Шекспир“ – Клифърд Саймък. 1990. Изд. Отечество, София. Биб. Фантастика №60. Научнофантастичен роман. Превод: от англ. Емануел Икономов [Shakspeare's Planet / Clifford D. Simak (1976)]. Художник: Васил Инджев. С ил. Печатница: ДП Георги Димитров, София. Печ. коли: 12.50. Страници: 216 с. Формат: 32/70/100. 17 см. Без тираж. Цена: 4.20 лв. // Предговор: За един по-човечен свят – Асен Милчев – с. 5 – 9.
- 60 „Интервю-НЛО“ – Петя Димитрова. 1990. Изд. Отечество, София. Биб. Фантастика №61. Научнофантастичен роман. Библиотечно оформление: Васил Миовски. Художник: Петър Лазаров. С ил. Формат: 70х100/32. Печ. коли: 12. Печат: ДП Георги Димитров, София. Страници: 189 с. Тираж: 50 067 бр. Цена: 2.50 лв. // Предговор: Съвремие и фантастика – Весела Люцканова – с. 5 – 8. // В библиографското каре погрешно означена цена: 1.43 лв.